# Château de Briançon
Pour les articles homonymes, voir Briançon (homonymie).
Le château de Briançon est un ancien château fort, du XIIe siècle, centre de la seigneurie de Briançon, élevée au rang de vicomté au XVIe siècle, puis de marquisat en 1680, dont les vestiges se dressent, à Notre-Dame-de-Briançon, sur la commune de  La Léchère, dans le département de la Savoie en région Auvergne-Rhône-Alpes.

## Situation

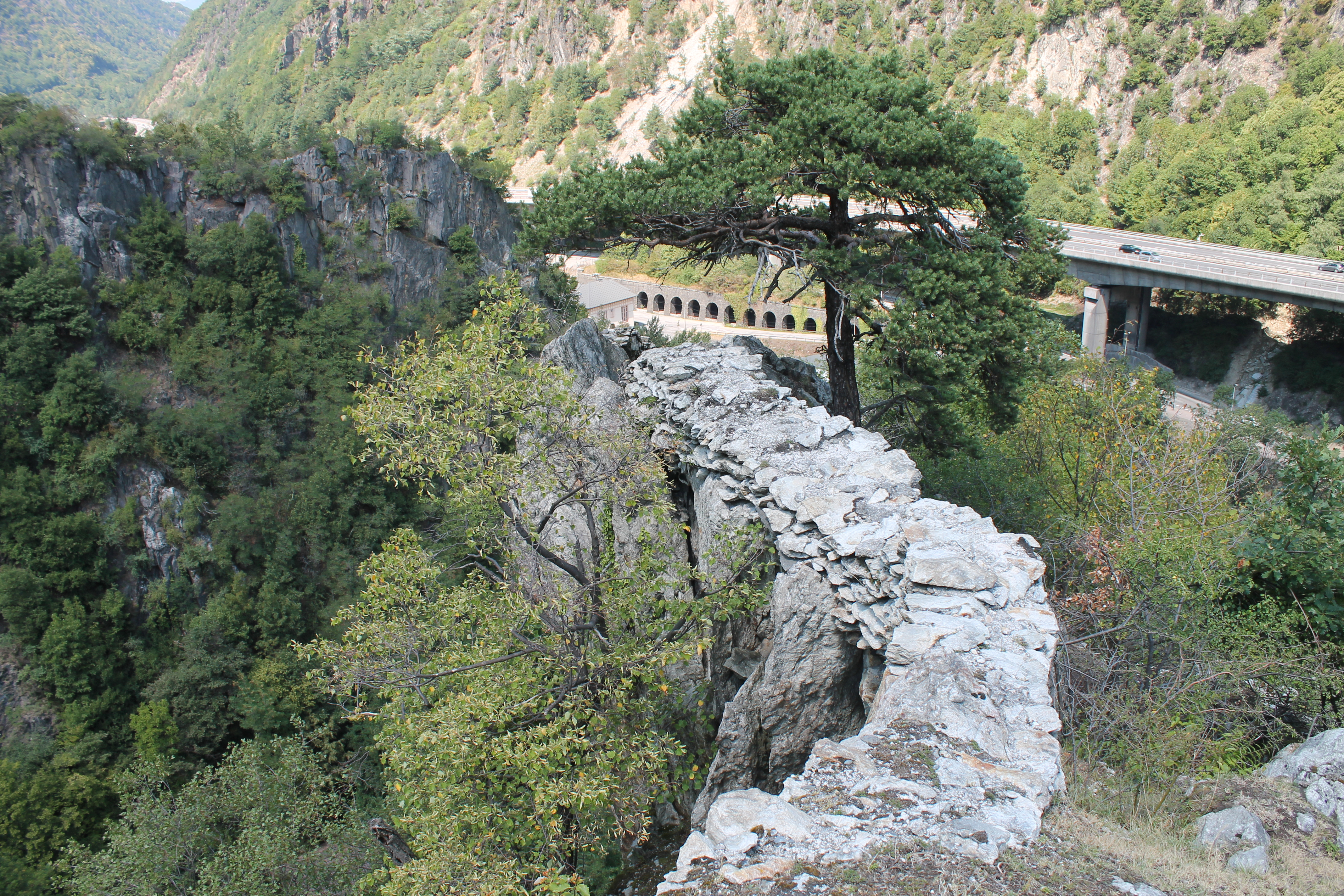
Vestige du mur surplombant le Pas de Briançon.

Les vestiges du château de Briançon sont situés dans le département français de la Savoie sur la commune de  La Léchère, sur une table rocheuse taillée en falaise, dominant un défilé de l'Isère. Sa position en faisait un édifice « quasi inexpugnable », puisqu'il est installé sur « un rocher triangulaire à pic ».
L'architecte diocésain de Tarentaise et archéologue Étienne-Louis Borrel (1822-1906) en donne cette description « Il n'y a rien de plus triste ni de plus sauvage que le sommet de ce roc, rien de plus vertigineux que ses parois verticales, rien de plus frappant que les arêtes aiguës qui le couronnent et rien de mieux naturellement fortifié ». Plus loin dans sa description de la forteresse, il précise « Il n'est pas nécessaire d'être stratégiste pour reconnaître que ce donjon ne pouvait être pris que par la famine ».
Son rôle était stratégique puisqu'il verrouillait l'étroit, appelé « Pas de Briançon ». Au même titre que les places fortes de Montmélian, Charbonnières ou encore Conflans, elle est l'une des « clefs de la Savoie et de ses hautes vallées », ici la Moyenne et la Haute-Tarentaise. Il commandait ainsi la route reliant Tarentaise à la combe de Savoie, l'accès aux cols du Petit et Grand Saint-Bernard. Il défendait un péage établi sur le pont enjambant l'Isère. L'accès se faisait, du côté de l'Isère, par un escalier de 240 marches, établi sur une rampe artificielle ou par un sentier situé sur l'autre face du rocher, dont il ne reste aucune trace.

## Histoire

### Origines
L'origine du château semble ancienne, de même que la famille de Briançon. Il y aurait eu un oppidum élevé par les Romains, puis remplacé par une forteresse.
Le château aurait été édifié au IXe siècle, par la famille de Briançon, qui possède la dignité vicomtale en Tarentaise. Toutefois, cette datation n'est pas confirmée par les historiens de la vallée qui donnent plutôt le XIIe siècle,. Vers 900, un document mentionne que l'archevêque Anizo Ier aurait donné son accord pour la fondation du prieuré Saint-Martin de Moûtiers, par Richard Cur(t) de Briançon,,. Ce document est en réalité un faux, probablement du XIIe siècle, qui a servi aux archevêques dans leur lutte de pouvoir contre les Briançon, vicomtes de Tarentaise,. Cette dignité n'apparait dans les documents que vers 1100, sans qu'il soit possible d'infirmer une existence antérieure. Deux hypothèses coexistent pour expliquer l'obtention de cette dignité vicomtale par les Briançon : soit c'est le fait d'un archevêque-comte de Tarentaise, qui possède le pouvoir temporel de désigner un fonctionnaire pour gérer une partie de son domaine ; soit il se pourrait que le comte Humbert, à l'origine de la dynastie des Humbertiens, puis de la maison de Savoie, ait pu les choisir pour contrôler la Haute-Tarentaise est ainsi concurrencer le pouvoir archiépiscopal.
La tradition raconte qu'en 1082, Aymon ou Émeric, vicomte de Briançon, seigneur d'Aigueblanche, aurait établi un péage sur le pont sur l'Isère. Le récit reste controversé. Selon certaines sources, il se serait comporté en brigand abusant de ses droits sur le péage du pont enjambant l'Isère, ce qui aurait amené l'archevêque de Tarentaise, Héraclius, en 1097, à faire appel au comte Humbert II de Savoie. L'archevêque aurait alors mis son diocèse sous la protection du comte, afin qu'il le délivre des tyrannies d'Aymon. Ce dernier aurait mis le siège devant le château et l'aurait fait raser. Aymon reconnaîtra Humbert II comme son suzerain et lui rendra hommage.

L'archiviste paléographe Jacqueline Roubert indique, dans son ouvrage sur La seigneurie des Archevêques Comtes de Tarentaise (1961), « on ne saurait ajouter foi aux Chroniques de Savoie qui attribuent la conquête de la vallée au comte de Savoie qui, en 1082, aurait été appelé par un archevêque Héraclius pour châtier les sires de Briançon de leurs exactions ». En effet, aucun acte ne mentionne ces exactions. De même, il n'existe aucune trace d'un évêque Héraclius. Le siège du château de Briançon (et le contrôle de la vallée) par le comte de Savoie se déroulera deux siècles plus tard.
Les Briançon sont présents à chaque fois comme témoins lorsque les Humbertiens signent un acte en Tarentaise. Ils semblent donc indépendants de l'archevêque.

### Fondation du château

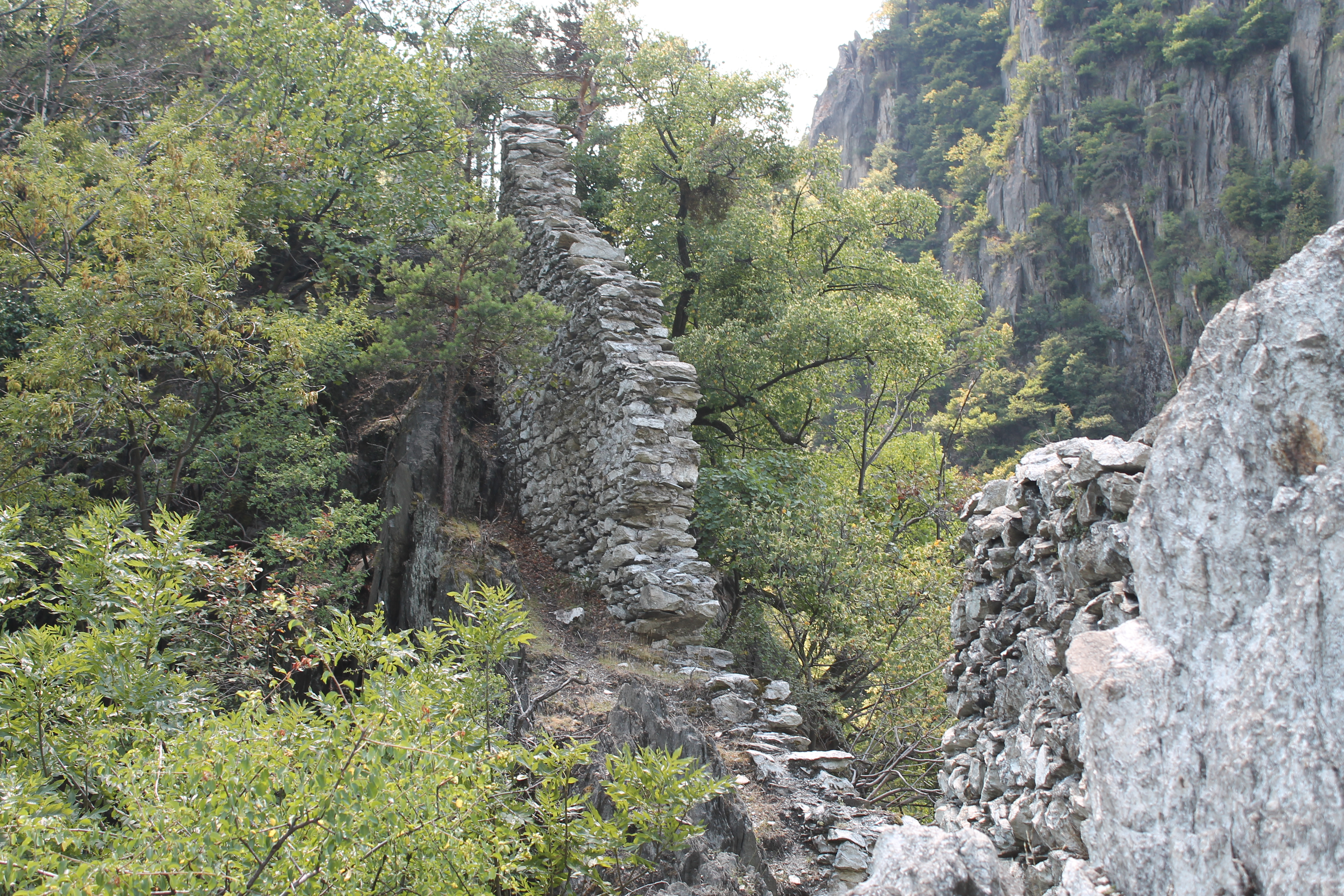
Vestiges de l'enceinte du château.

Les principaux éléments archéologiques pour Étienne-Louis Borrel (1884) donnent une fondation qui « ne [parait] pas appartenir à une époque antérieure au XIIe siècle ». Jacqueline Roubert (1961) confirme cette analyse.
Les bulles papales de 1172 et 1176, qui rappellent les diverses possessions des archevêque de Tarentaise, ne mentionnent pas ce château. Jacqueline Roubert, se référant à l'analyse de Joseph Garin, considère que le château « n'était peut-être pas terminé, ou bien la question de savoir si les vicomtes tenaient leurs biens de Briançon de l'archevêque était-elle litigieuse. »
Le château est mentionné dans deux textes juridiques impériaux de la fin du XIIe siècle  par lesquels l'archevêque de Tarentaise, Aymon de Briançon, en reçoit l'investiture,. La Bulle d'or, édictée par l'empereur Frédéric Barberousse, le 4 mai 1186, cite le Castrum de Briançone,. Le second acte, cette fois de Henri VI du Saint-Empire, en date du cinquième jour des calendes d’août 1196, mentionne le Castrum de Brianzone.
Les seigneurs de Briançon et d'Aigueblanche reconnaissent, en 1255, puis en 1258, que « leur château et leur fief de Briançon dépendaient du domaine des archevêques-comtes, avant que l'archevêque Rodolphe Grossi ne leur vendît définitivement les droits qu'il avait dessus » (Roubert, 1961).

### Entrée dans le domaine de Savoie
À la suite d'une enquête, en 1276, sur les revenus et les droits du seigneur de Briançon, le comte Philippe Ier de Savoie entre en possession du château.
Dans les années 1280, les tensions entre les archevêques et les seigneurs de Briançon s'accroissent. Le comte de Savoie intervient et une trêve est signée le 6 août 1284 entre l'archevêque Aymon de Bruisson et les seigneurs de Briançon, qui reconnaissent « [tenir] leurs fiefs en arrière-fiefs de l'archevêque, excepté ceux d'Aigueblanche et Briançon ».
Gaspard Ier de Montmayeur en reçoit l'investiture en 1392. À la mort de Jacques de Montmayeur, dernier représentant de cette famille, le château est acquis, en 1486, à la suite d'une transaction avec les neveux de ce dernier, par le duc Charles Ier de Savoie, puis cédé, en 1528, à Béatrice de Portugal.

### Période moderne et destruction
Des restaurations et des fortifications y sont alors entreprises, afin de le mettre en défense contre les troupes de François Ier, ce qui ne l'empêche pas de tomber aux mains des Français, en 1535 (selon Chapier), ou 1536 (selon Roche, repris par ses successeurs),,. Ces derniers l'occupèrent jusqu'en 1557 ou 1559. Il est rendu au duc Emmanuel-Philibert de Savoie après la victoire de Saint-Quentin et le traité du Cateau-Cambrésis. Le duc le vend, le 20 mars 1568, au noble François Ramus pour 480 écus d'or.
En 1600, durant la guerre franco-savoyarde, il est repris par les troupes du roi de France Henri IV qui le démantèle,. En 1630, Thomas de Savoie-Carignan se retranche dans le château face aux troupes de Louis XIII. Menacé d'être pris à revers, par les troupes du maréchal de Bassompierre, il se replie sur la frontière des Alpes. En 1690, la place est prise d'assaut par le maréchal de Catinat qui le détruit à peu près complètement.
La seigneurie de Briançon fut érigée en vicomté au XIe siècle, puis, le 2 mai 1680, en marquisat, en faveur de la famille Caron de Saint-Thomas.

## Description

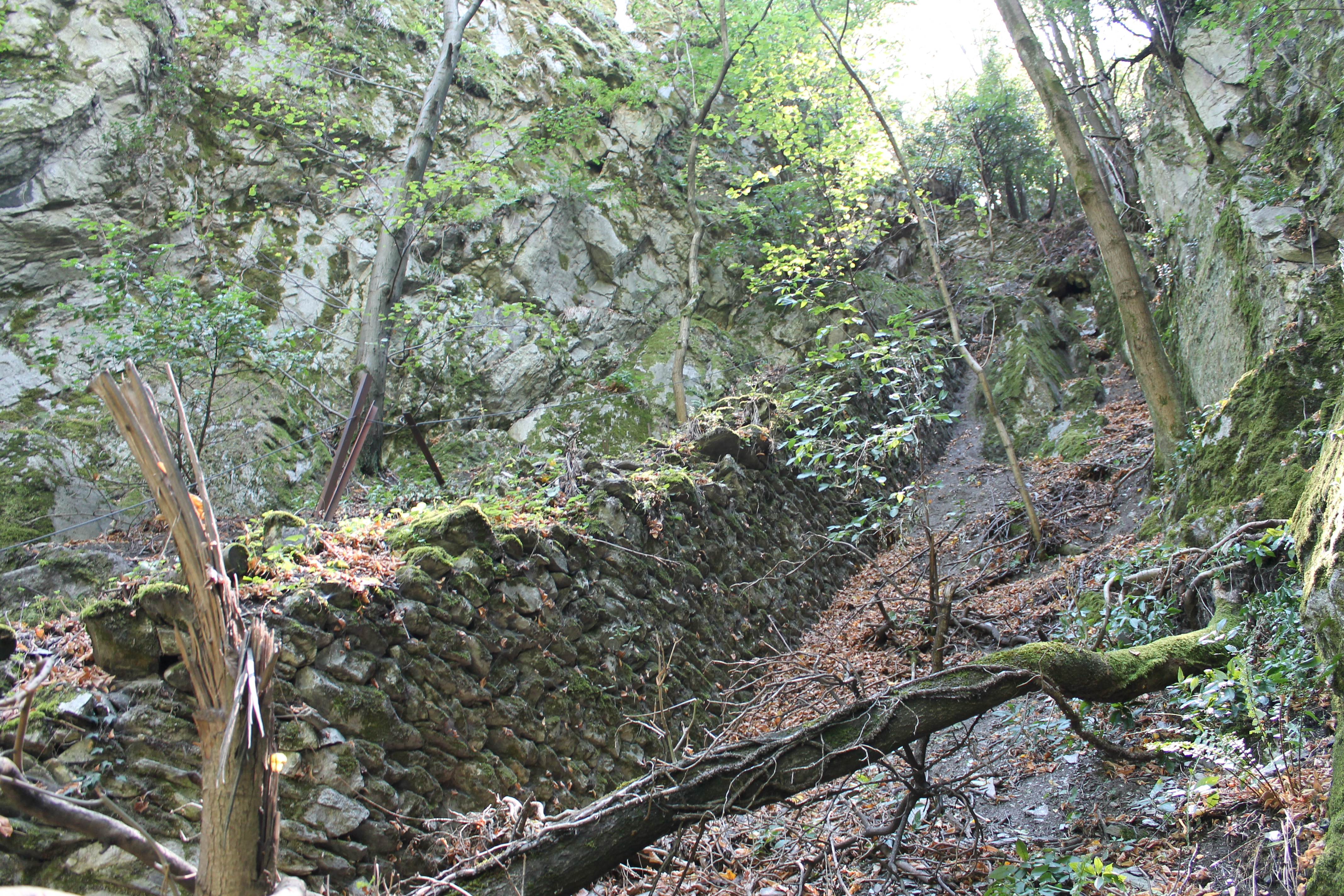
Vestiges de l'ancien escalier d'accès au château.

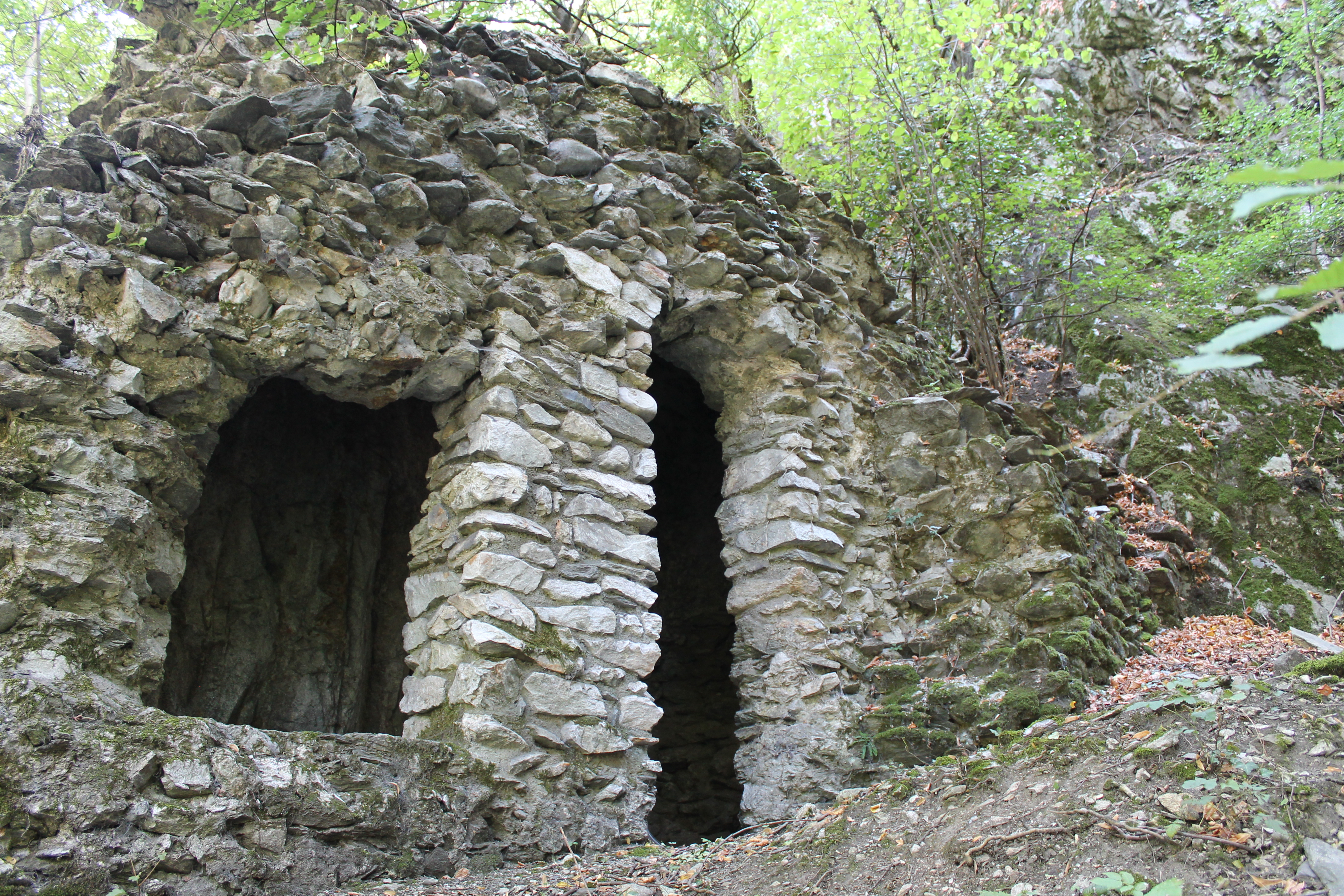
Vestiges de l'ancienne tour de guet contrôlant l'accès au château.

Il ne reste du château de Briançon que de rares vestiges d'une courtine flanquée, de deux logis et d'un donjon, ainsi que d'une tour qui devait défendre le passage de l'Isère en contrebas du château. Un plan général a été réalisé par l'architecte Étienne-Louis Borrel.
En 1884, on pouvait voir les ruines de deux bâtiments situés à la base de l'escalier, celles des soubassements de trois murs et d'une tour érigée sur les bords de la rivière, sur la rive gauche, et qui devait défendre le pont, un peu en aval du pont actuel,,. L'architecte Borrel relève qu'une tour devait très probablement se trouver également sur la rive droite. Ces deux tours pouvaient servir, pour l'architecte Borrel, de corps de garde ainsi que bureau de péage. Il indique par ailleurs que ce pont pouvait être « construit en charpente ».
Au point culminant de la table rocheuse subsistent les restes d'un donjon, carré de 8,40 mètres de côté hors œuvre ; les murs sont arasés au niveau du sol.
Les deux tours, situées à la base de l'escalier, plus petites, gardaient ainsi l'unique accès au château, par un escalier,. Elles étaient relier par une courtine. La tour de droite était de dimension plus grande, probablement utilisée par la garde. La seconde, plus petite, dont il reste des murs ainsi qu'une voûte de forme barlongue (voir photographie), devait avoir un rôle de guet. L'escalier était installé sur une rampe d'une longueur horizontale de 60 mètres et d'une largeur d'1,60 mètre, toujours visible (voir photographie). Il était constitué de 240 marches, ayant 19 cm de hauteur et 25 cm de giron, c'est-à-dire la largeur du dessus de la marche, là où l'on pose le pied.
Des fragments de murs en opus spicatum, semblent dater du premier établissement, aux alentours du XIIe siècle.
L'enceinte du château s'est développée notamment sur les arêtes du roche ou sur les éléments les plus faibles de l'ensemble.